# Indywidualne Mistrzostwa Polski na Żużlu 2000
Indywidualne Mistrzostwa Polski na Żużlu 2000 – zawody żużlowe, mające na celu wyłonienie medalistów indywidualnych mistrzostw Polski w sezonie 2000. Rozegrano cztery turnieje ćwierćfinałowe, dwa półfinały oraz finał, w którym zwyciężył Jacek Gollob.

## Finał
- Piła, 15 sierpnia 2000
- Sędzia: Wojciech Grodzki

| Msc. | Zawodnik                 | Klub         | Pkt |           |  |
| ---- | ------------------------ | ------------ | --- | --------- |  |
| 1    | Jacek Gollob             | Piła         | 12  | (3,3,3,3) |  |
| 2    | Jarosław Hampel          | Piła         | 9   | (3,3,u,3) |  |
| 3    | Jacek Krzyżaniak         | Wrocław      | 9   | (3,2,3,1) |  |
| 4    | Adam Fajfer              | Gdańsk       | 9   | (2,3,2,2) |  |
| 5    | Andrzej Huszcza          | Zielona Góra | 8   | (3,3,1,1) |  |
| 6    | Sławomir Drabik          | Częstochowa  | 8   | (1,2,2,3) |  |
| 7    | Sebastian Ułamek         | Gdańsk       | 7   | (2,1,2,2) |  |
| 8    | Robert Kościecha         | Toruń        | 6   | (2,1,3,u) |  |
| 9    | Piotr Świst              | Gorzów Wlkp. | 6   | (1,2,2,1) |  |
| 10   | Damian Baliński          | Leszno       | 5   | (u,2,3,d) |  |
| 11   | Jacek Rempała            | Leszno       | 5   | (1,1,1,2) |  |
| 12   | Grzegorz Rempała         | Rzeszów      | 4   | (0,1,d,3) |  |
| 13   | Maciej Kuciapa           | Rzeszów      | 3   | (0,d,1,2) |  |
| 14   | Piotr Protasiewicz       | Bydgoszcz    | 2   | (2,d,–,–) |  |
| 15   | Wiesław Jaguś            | Toruń        | 2   | (1,0,1,0) |  |
| 16   | Grzegorz Walasek         | Częstochowa  | 0   | (0,d,0,–) |  |
|      | rez. Tomasz Gapiński     | Piła         | 1   | (1)       |  |
|      | rez. Przemysław Tajchert | Bydgoszcz    | 0   | (0,0)     |  |

Uwaga: zawody przerwano po 18. biegu z powodu padającego deszczu, do klasyfikacji końcowej zaliczone zostały wyniki po czterech seriach startów.